# Reprezentacja Kazachstanu U-21 w piłce nożnej mężczyzn
Reprezentacja Kazachstanu U-21 w piłce nożnej – młodzieżowa reprezentacja Kazachstanu sterowana przez Kazachski Związek Piłki Nożnej.
Kazachstan jak dotąd ani razu nie zakwalifikował się do Mistrzostw Europy U-21.